# Mangelia pontyi
Mangelia pontyi é uma espécie de gastrópode do gênero Mangelia, pertencente a família Mangeliidae.